# Lofeksydyna
Lofeksydyna (łac. lofexidinum) – organiczny związek chemiczny zawierający resztę 2,6-dichlorofenolu połączoną mostkiem eterowym z resztą 2-etylo-2-imidazoliny.

## Zastosowanie
Jest lekiem z grupy agonistów receptora α2-adrenergicznego. Pierwotnie była podawana w celu obniżenia ciśnienia tętniczego krwi i ciśnienia wewnątrzgałkowego, jednak okazała się w tych wskazaniach nieskuteczna. Obecnie głównym jej zastosowaniem jest łagodzenie objawów po odstawieniu opioidów. Podawana powinna być krótkotrwale (zwykle do 10 dni), a następnie stopniowo (2–4 dni) odstawiana.

## Działania niepożądane
Może powodować takie objawy, jak bezsenność, hipotensja ortostatyczna, hipotensja, bradykardia i zawroty głowy.

## Preparaty handlowe
Przykładowe preparaty handlowe: Lucemyra (Stany Zjednoczone), Britlofex (Wielka Brytania).